# سانتو دومينغو (مستعمرة فرنسية)
سانتو دومينغو أو الجانب الفرنسي من هيسبانيولا أو هيسبانيولا الفرنسية
(بالفرنسية: Saint-Domingue، 
تنطق بالفرنسية: [sɛ̃.dɔ.mɛ̃ɡ]))؛ كانت مستعمرة فرنسية في غرب جزيرة هيسبانيولا الكاريبية، التي تعرف اليوم باسم هايتي منذ 1659 حتى 1804، الاسم مشتق من مدينة إسبانية رئيسية في الجزيرة سانتو دومينغو، والتي جاءت للإشارة على وجه التحديد إلى الكابتن العام لسانتو دومينغو الذي سيطر عليها الإسبان، والتي تعرف اليوم بـ جمهورية الدومينيكان، كانت الحدود بين الاثنين مرنة وتغيرت على مرور الوقت حتى تم ترسيخها أخيراً خلال حرب استقلال الدومينيكان في عام 1844.
أقاموا الفرنسيون أنفسهم في الجزء الغربي من جزيرتي هيسبانيولا وتورتوجا بحلول عام 1659، وفي 1679 خلال معاهدة رايسفايك اعترفت إسبانيا رسمياً بالسيطرة الفرنسية على جزيرة تورتوجا والثلث الغربي من جزيرة هيسبانيولا،  وفي عام 1791 شاركوا العبيد وبعض الكريول الدومينيكان في حفل بوا كايمان الفودونية وخططوا لإشعال الثورة الهايتية، تحالف المتمردون العبيد لاحقًا مع القوات الفرنسية الجمهوريين بعد تم إلغاء العبودية في المستعمرة عام 1793، على الرغم من أن هذا أدى إلى نفور الطبقة السائدة من ملاك العبيد في الجزيرة، استطعت فرنسا السيطرة على هيسبانيولا بالكامل منذ عام 1795 حتى عام 1802، وعندما بدأ تجديد التمرد انسحبت آخر القوات الفرنسية من الجزء الغربي من الجزيرة في أواخر عام 1803، وفي العام التالي أعلنت المستعمرة لاحقًا استقلالها باسم هايتي، يعتبر الاسم الهندي للجزيرة هو تاينو.

## نظرة عامة
سيطرت إسبانيا على جزيرة هيسبانيولا بأكملها منذ 1490 حتى القرن السابع عشر، عندما بدأ القراصنة الفرنسيون في إنشاء قواعد على الجانب الغربي من الجزيرة، كان الاسم الرسمي هيسبانيولا، وأيضا سميت بـ سانتو دومينغو وذلك تكريماً للقديس دومينيك.
أهملت السلطات الإسبانية الجزء الغربي من الجزيرة، بحيث بدأ القراصنة الفرنسيون في الاستقرار أولاً بـ جزيرة تورتوجا، ثم في شمال غرب هيسبانيولا. تنازلت إسبانيا لاحقًا عن الساحل الغربي للجزيرة بالكامل لفرنسا، واحتفظت ببقية الجزيرة بما في ذلك وادي الجوافة والتي تعرف اليوم باسم الهضبة الوسطى.
أطلق الفرنسيون على نصيبهم من هيسبانيولا بـ سانتو دومينغو، المكافئ الفرنسي لسانتو دومينغو، في حين ظلت المستعمرة الإسبانية في هيسبانيولا منفصلة، وأصبحت في النهاية المطاف جمهورية الدومينيكان، وعاصمتها لا تزال تسمى سانتو دومينغو.

## التاريخ
في عام 1665، اعترف لويس الرابع عشر رسمياً بالاستعمار الفرنسي لجزيرة هيسبانيولا. أعطيت المستعمرة الفرنسية اسم سانتو دومينغو. وفي معاهدة ريسويك عام 1697، تنازلت إسبانيا رسمياً عن الثلث الغربي من الجزيرة إلى فرنسا. سرعان ما ظهرت سانتو دومينغو لتطغى على الشرق من حيث الثروة والسكان.
من ناحية أخرى، تراجعت المستعمرة الإسبانية أقل من أي وقت مضى، حيث هجرتها إسبانيا عملياً، ولم تكن هناك تجارة بخلاف القليل من البضائع المهربة والزراعة التي لا غنى عنها، حيث كرس السكان أنفسهم تقريبًا لتربية الماشية. كانت الموانئ مأوى للقراصنة، كما أصبح عدد من الدومينيكانيين قراصنة. أصبح القراصان الدومينيكاني لورنزو دانيال بلاءَ البريطانيين، حيث شرع في نهب 70 سفينة تجارية منهم بالإضافة إلى سفن حربية.
اعترف تقسيم هيسبانيولا بين فرنسا وإسبانيا عام 1697 بواقع لم يكن الملوك ولا خلفاؤهم الثوريون سعداء به. ومع أن سكان سانتو دومينغو الإسبانية ربما كانوا ربع سكان سانتو دومينغو الفرنسية.
أسّس لويس الرابع عشر مدينة كاب فرانس رسمياً في عام 1711 وأصبحت عاصمة للمستعمرة بدلاً من بورت أو برانس. في عام 1726، تأسست مدينة ليس كايس على الساحل الجنوبي وأصبحت أكبر مستوطنة في الجنوب. في عام 1749، أُنشئت مدينة بورت أو برنس على الساحل الغربي، وأصبحت في عام 1770 عاصمة للمستعمرة بدلاً من كاب فرانس، ولكن في نفس العام دمّر زلزال بورت أو برنس 1770 وتسونامي المدينة، إذ قُتل 200 شخص على الفور، ثم مات 30 ألف شخص في وقت لاحق من المجاعة والأمراض الناجمة عن الكارثة الطبيعية. كان هذا ثاني زلزال كبير يضرب سان دومينغو، إذ سبقه زلزال بورت أو برنس 1751 الذي لم يترك سوى مبنى حجرياً واحداً قائماً في المدينة.
توسّع اقتصاد سان دومينغو تدريجياً قبل حرب السنوات السبع (1756-1763)، وأصبح السكر، ثم البن من المحاصيل المهمة المعدة للتصدير. بعد انتهاء الحرب التي عطلت التجارة البحرية، شهدت المستعمرة توسعاً سريعاً. في عام 1767، صدّرت المستعمرة 72 مليون جنيه من السكر الخام و 51 مليون جنيه من السكر المكرر ومليون جنيه من النيلة ومليوني جنيه من القطن. أصبحت سان دومينغو معروفة باسم «لؤلؤة جزر الأنتيل»، أغنى مستعمرة في الإمبراطورية الفرنسية في القرن الثامن عشر. وفي عام 1754، كان عدد السكان 14 ألف أبيض و4000 مولتو حر و172 ألف زنجي.
بحلول ثمانينيات القرن الثامن عشر، أنتجت سان دومينغو حوالي 40 في المئة من إجمالي السكر و 60 في المئة من إجمالي البن المستهلك في أوروبا. أنتجت هذه المستعمرة بمفردها التي تبلغ مساحتها تقريباً نفس مساحة هاواي أو بلجيكا من السكر والقهوة أكثر مما أنتجته جميع مستعمرات الهند الغربية البريطانية مجتمعة.
في النصف الثاني من ثمانينيات القرن الثامن عشر، شكلت سانتو دومينغو الثلث من مجمل تجارة الرقيق عبر الأطلسي، إذ يقدَّر عدد العبيد الأفارقة المستورَدين لهذه المزارع بنحو 790 ألفاً. بين عامي 1764 و 1771، تراوح متوسط استيراد العبيد بين 10 - 15 ألفاً، وبحلول عام 1786 بلغ 28 ألفاً، ومنذ عام 1787 فصاعداً، استقبلت المستعمرة أكثر من 40 ألفاً من العبيد سنوياً. عدم القدرة على الحفاظ على أعداد العبيد من دون الاستيراد المستمر من أفريقيا جعل العبيد البالغ عددهم 500 ألف تحت حكم السكان البيض البالغ عددهم 32 ألفاً فقط بحلول عام 1789. كانت غالبية العبيد في المستعمرة مولودين في أفريقيا، لأن الظروف الوحشية للعبودية منعت السكان من النمو نمواً طبيعياً في أعدادهم. وهكذا ظلت الثقافة الأفريقية راسخة بين العبيد حتى نهاية الحكم الفرنسي، ولا سيما دين فودو الشعبي، الذي مزج الطقوس الدينية الكاثوليكية مع معتقدات غينيا والكونغو وداهومي وممارساتهم. مشّط تجار الرقيق ساحل أفريقيا على الأطلسي، وانتمى العبيد الذين وصلوا إلى مئات القبائل المختلفة، وغالباً ما كانت لغاتهم غير مفهومة للطرفين.
أراد كارلوس الرابع ملك إسبانيا غزو من الجانب الفرنسي من الجزيرة في عام 1793 في محاولة للاستفادة من الفوضى التي أشعلتها الثورة الفرنسية. ومع أن الجهود العسكرية الإسبانية سارت بشكل جيد في هيسبانيولا، إلا أنها لم تكن كذلك في أوروبا. نتيجة لذلك، أُجبرت إسبانيا على التنازل عن سانتو دومينغو للفرنسيين بموجب شروط معاهدة بازل من أجل جعل الفرنسيين ينسحبون من إسبانيا.
وصلت الأخبار التي تفيد بالتنازل عن المستعمرة الإسبانية لفرنسا إلى سانتو دومينغو في أكتوبر 1795. كان لأولئك الذين لا يستطيعون التصالح مع الوضع الجديد ما يصل إلى عام للانتقال إلى كوبا أو بورتوريكو أو فنزويلا، حيث سيتم منحهم التسهيلات لبدء بداية جديدة. يقدر أن حوالي 125 ألف شخص بين عامي 1795 و1810 قد غادروا القطاع الإسباني من الجزيرة، مما أدى إلى انخفاض عدد سكانها بمقدار الثلثين مقارنة بما كان عليه قبل الثورة الفرنسية.
بعد أن أنشأ لوفرتير دستوراً انفصالياً وأعلن نفسه حاكماً عاماً مدى الحياة، أرسل نابليون بونابرت في عام 1802 حملة قوامها 20000 جندي والعديد من البحارة تحت قيادة صهره تشارلز لوكلير، لإعادة تأكيد السيطرة الفرنسية. حقق الفرنسيون بعض الانتصارات، لكن في غضون بضعة أشهر مات معظم جيشه بسبب الحمى الصفراء. في نهاية المطاف مات أكثر من 50,000 جندي فرنسي في محاولة لاستعادة المستعمرة، بما في ذلك 18 جنرالا. تمكن الفرنسيون من الاستيلاء على لوفيرتور ونقله إلى فرنسا لمحاكمته. سجن في فورت دي جو وتوفي عام 1803 من التعذيب وربما السل.
واصل العبيد جنباً إلى جنب مع الأحرار الملونون والحلفاء معركتهم من أجل الاستقلال، بقيادة الجنرالات جان جاك ديسالين وألكسندر بيتيون وهنري كريستوف. تمكن المتمردون أخيرًا من هزيمة القوات الفرنسية بشكل حاسم في معركة فيرتيير في 18 نوفمبر 1803 وتأسيس أول دولة على الإطلاق تنجح في الحصول على الاستقلال عبر تمرد العبيد. جنبت الجيوش الهايتية تحت القيادة العامة لديسالين المعركة المباشرة، وبدلاً من ذلك نفذت حملة حرب عصابات ناجحة ضد القوات النابليونية، واستخدمت أمراض مثل الحمى الصفراء لتقليل أعداد الجنود الفرنسيين. سحبت فرنسا في وقت لاحق من ذلك العام قواتها المتبقية البالغ عددها 7000 جندي من الجزيرة وتنازل نابليون عن فكرته لإعادة تأسيس إمبراطورية فرنسية في أمريكا الشمالية، وباع لويزيانا إلى الولايات المتحدة في صفقة لويزيانا. تشير التقديرات إلى أنه مات في الثوةر ما بين 24,000 و 100,000 أوروبي، وما بين 100,000 و 350,000 من العبيد الهايتيين السابقين. يمكن القول بعد هذه المعركة أن ديسالين هو القائد العسكري الأكثر نجاحًا في النضال ضد فرنسا النابليونية.

## روابط خارجية
- سانتو دومينغو على موقع الموسوعة البريطانية (الإنجليزية)